# Noctua lajonquierei
Noctua lajonquierei är en fjärilsart som beskrevs av Charles Boursin 1963. Noctua lajonquierei ingår i släktet Noctua och familjen nattflyn. Inga underarter finns listade i Catalogue of Life.